# Бобково (Московская область)
Бобко́во — деревня в муниципальном округе Егорьевск Московской области России.

## География
Деревня Бобково расположена в юго-западной части муниципального округа Егорьевск, примерно в 26 километрах к юго-востоку от города Егорьевск. В 400 метрах к юго-востоку от деревни протекает река Цна. Высота над уровнем моря 118 метров.

## Название
В письменных источниках деревня упоминается как Бугор (XVII — начало XX века), Бобкова (1646 год), Бабково (1868 год).
Название Бугор по расположению деревни на высоком правом берегу реки Цны, второе название связано с некалендарным личным именем Бобко.

## История
До отмены крепостного права в России деревней владели помещики Афанасьев и Змиев. После 1861 года деревня вошла в состав Круговской волости Егорьевского уезда. Приход находился в селе Горки.
В 1926 году деревня входила в Поповский сельсовет Лелеческой волости Егорьевского уезда.
До 1994 года Бобково входило в состав Бобковского сельсовета Егорьевского района, в 1994—2004 годы — Бобковского сельского округа, а в 1994—2006 годы — Раменского сельского округа.
До 2015 года входила в состав сельского поселения Раменское.
В 2015 году вошла в состав городского округа Егорьевск, образованного в том же году путем упразднения Егорьевского района и объединения всех его поселений в единый городской округ.

## Демография
В 1885 году в деревне проживало 399 человек, в 1905 году — 456 человек (225 мужчин, 231 женщина), в 1926 году — 279 человек (129 мужчин, 150 женщин). По переписи 2002 года — 72 человека (37 мужчин, 35 женщин). Население — 82 человек (2010).
| 1859 | 1868 | 1885 | 1905 | 1926 | 2002 | 2006 |
| ---- | ---- | ---- | ---- | ---- | ---- | ---- |
| 348  | ↘149 | ↗399 | ↗456 | ↘279 | ↘72  | →72  |
| 2010 |      |      |      |      |      |      |
| ↗82  |      |      |      |      |      |      |